# L'amore è blu/L'ultimo amore
L'amore è blu/L'ultimo amore è il primo singolo del cantante Sammy Barbot, pubblicato dalla RCA Italiana (catalogo PM 3452) nel 1968.

## I brani

### L'amore è blu
L'amore è blu è il brano presente sul lato A del disco. Ed è la cover italiana de L'amour est bleu, che è un brano composto l'anno prima da André Popp e, originariamente, interpretato dalla cantante greca Vicky Léandros all'Eurofestival di quell'anno, dove ha rappresentato il Lussemburgo classificandosi al 4º posto. L'adattamento in italiano è di Luciano Beretta, mentre il testo originale è di Pierre Cour. L'arrangiamento è simile a quello di Paul Mauriat.

### L'ultimo amore
L'ultimo amore è il brano presente sul lato B del disco. Ed è la cover italiana di Everlasting Love, che è un brano composto l'anno prima da Mac Gayden e Buzz Caston, inciso originariamente da Robert Knight e, in seguito, ripreso da numerosi altri artisti come i Love Affair, Carl Carlton, Sandra, gli U2, Gloria Estefan, Jamie Cullum e molti altri ancora. L'adattamento in italiano è di Mogol (Giulio Rapetti).

#### Versione dei Ricchi e Poveri
Il brano fu, per la prima volta, interpretato dai Ricchi e Poveri al Cantagiro 1968 e registrato come lato A del loro singolo, contenente sul lato B Un amore così grande (CBS, 3417).

## Tracce

### Lato A
1. L'amore è blu (L'amour est bleu) – 2:25 (edizioni musicali Alfiere)

### Lato B
1. L'ultimo amore (Everlasting Love) – 2:39 (edizioni musicali Messaggerie Musicali)

## Staff artistico
- Sammy Barbot – voce
- Berto Pisano – direzione orchestrale
- I Cantori Moderni di Alessandroni – coro (lato B)